# Šķirotava (stacja kolejowa)
Šķirotava (ros. Шкиротава) – rozrządowa stacja kolejowa w miejscowości Ryga, na Łotwie. Położona jest na linii Ryga - Dyneburg. Jest to największa i najważniejsza stacja rozrządowa obsługująca port morski w Rydze.
Stacja rozrządowa powstała tu w 1905. Pierwsza wzmianka o zatrzymywaniu się na niej pociągów pasażerskich pochodzi z 1919. W 2016 stacja przeszła modernizację, w wyniku której została pierwszą na Łotwie w pełni zautomatyzowaną stacją rozrządową. W jej wyniku m.in. zwiększono zdolność przerobową górki rozrządowej do 3500 wagonów na dobę, obniżono poziom hałasu oraz wybudowano 5 km nowych torów.

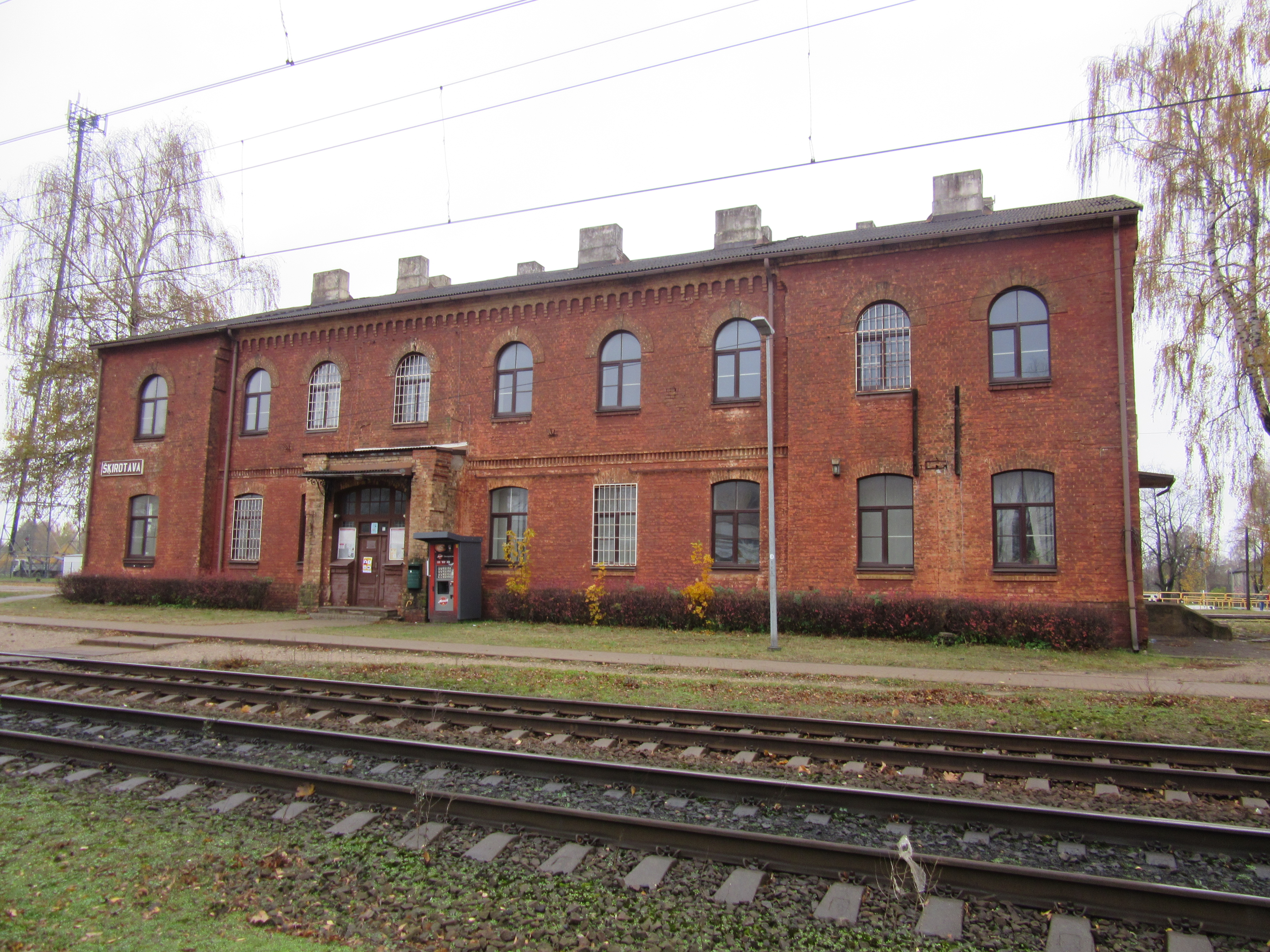
Budynek stacyjny
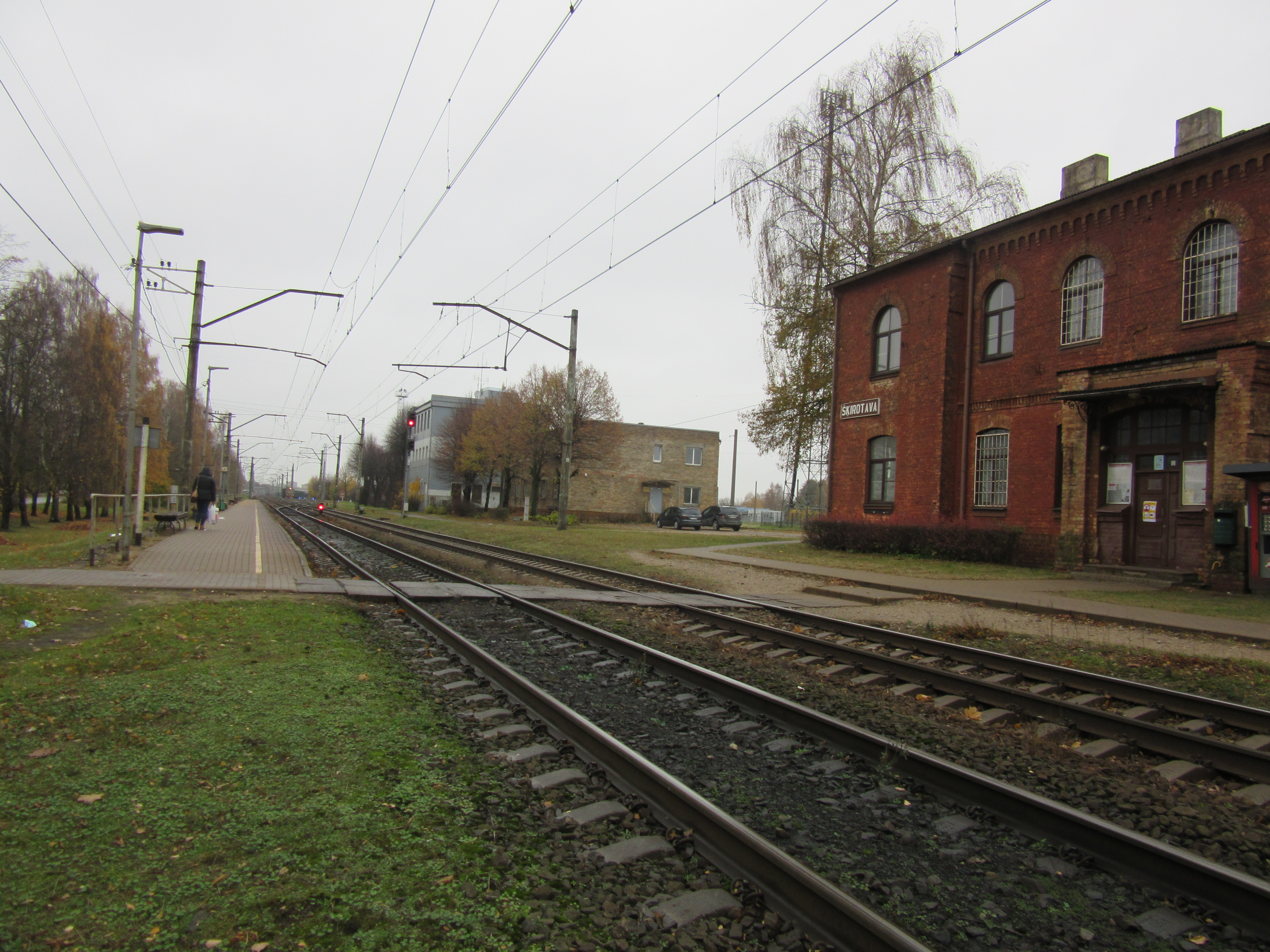
Peron
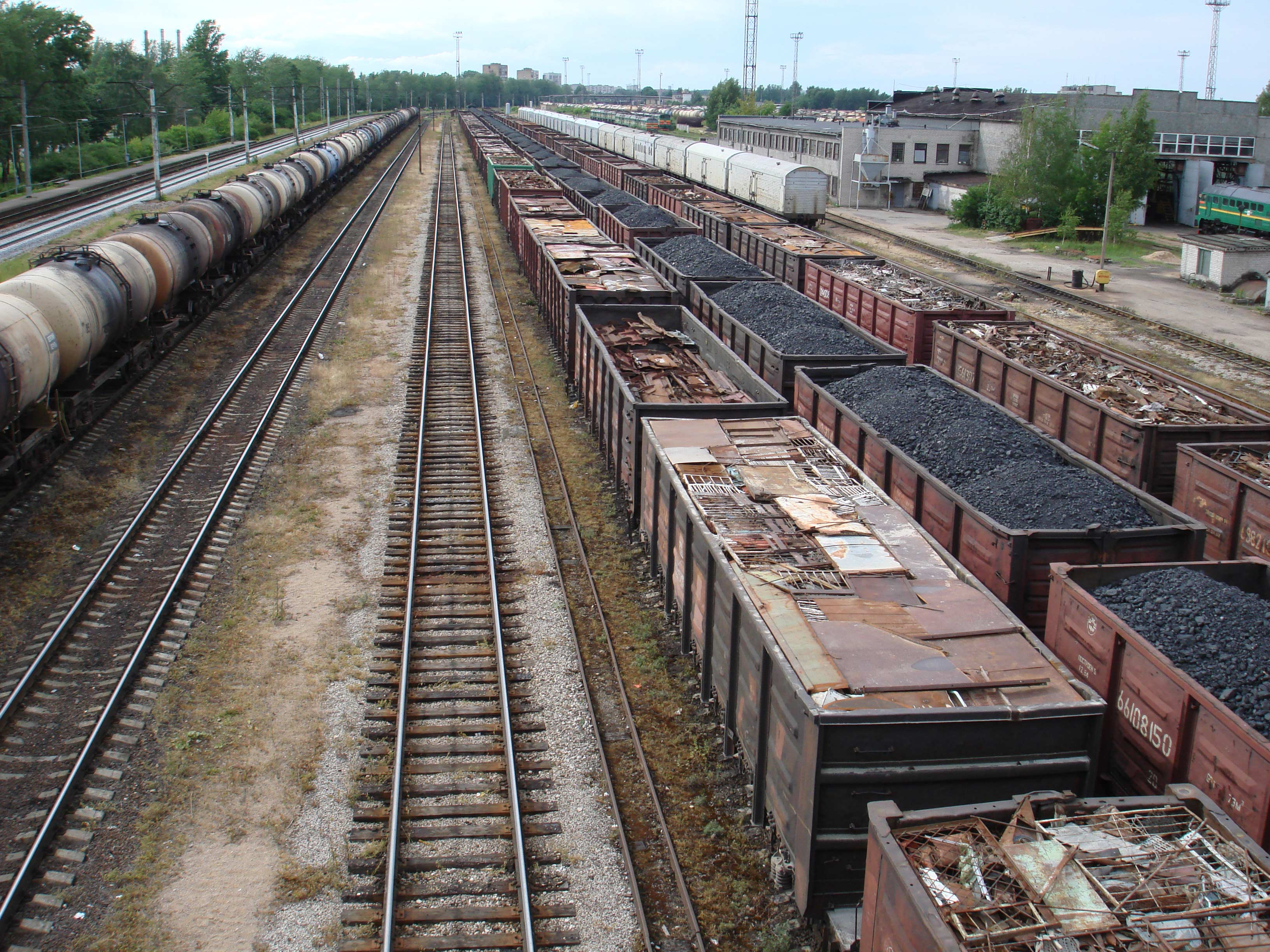
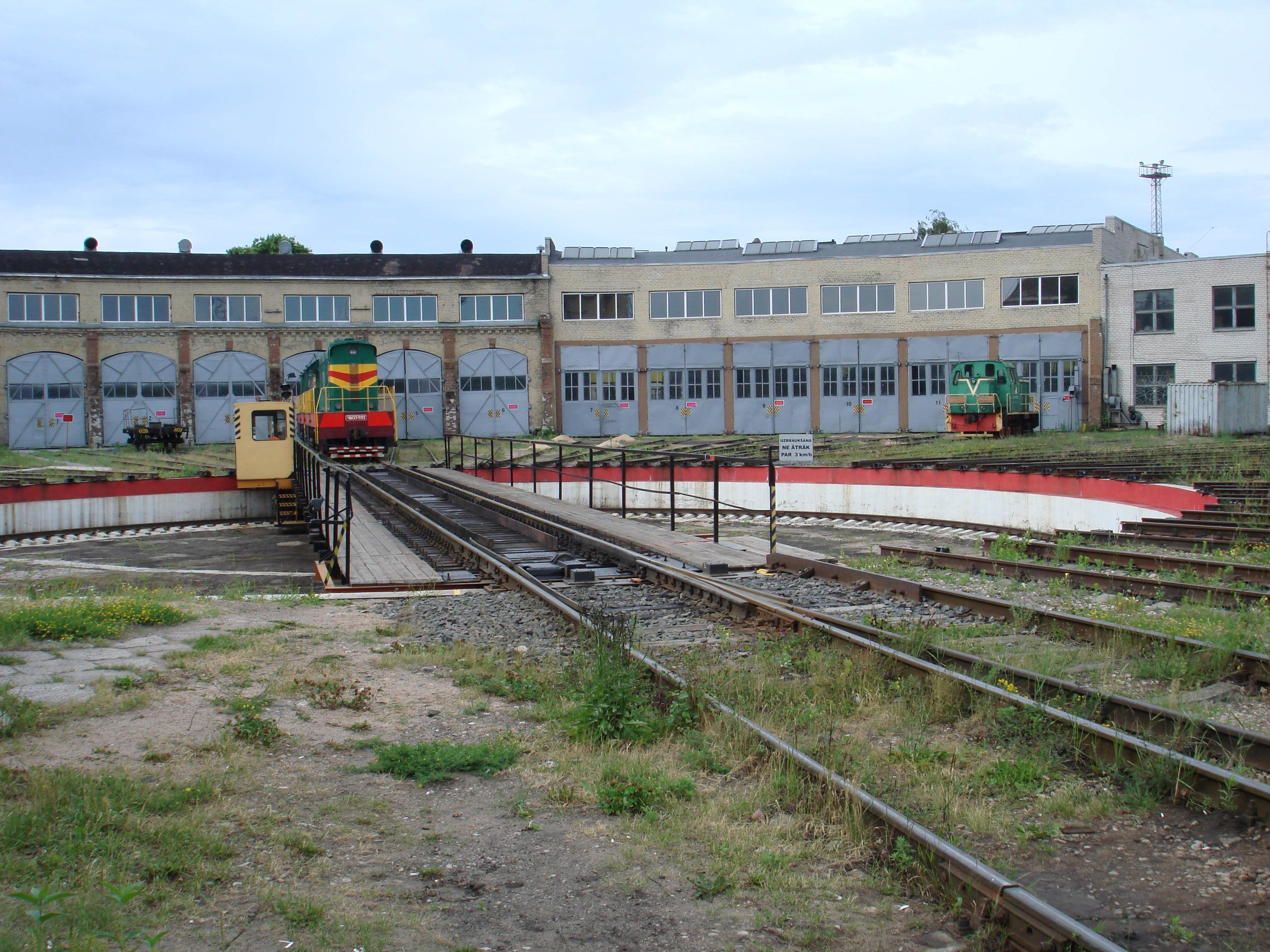
Lokomotywownia i obrotnica